# Nahublattella fucata
Nahublattella fucata är en kackerlacksart som beskrevs av Bonfils 1969. Nahublattella fucata ingår i släktet Nahublattella och familjen småkackerlackor. Inga underarter finns listade i Catalogue of Life.